# Metabolismo lipídico
O metabolismo lipídico ou metabolismo dos lipídios ocorre no fígado, estes lipídios são provenientes de duas fontes: dos alimentos ingeridos e da reserva orgânica que é o tecido adiposo. 

Diariamente, nosso corpo produz cerca de 25g-105g de lipídios . Estes lipídios estão geralmente sob forma de triglicerídeos (TG). O armazenamento de ácidos graxos na forma de TG é o mais eficiente e quantitativamente mais importante do que o de carboidratos na forma de glicogênio. Quando hormônios sinalizam a necessidade de energia metabólica, promove-se a liberação destes TG com o objetivo de convertê-los em ácidos graxos livres, os quais serão oxidados para produzir energia. No entanto, outras formas de lipídios fazem parte da dieta diária, como os fosfolipídios, o colesterol e as vitaminas lipossolúveis. 

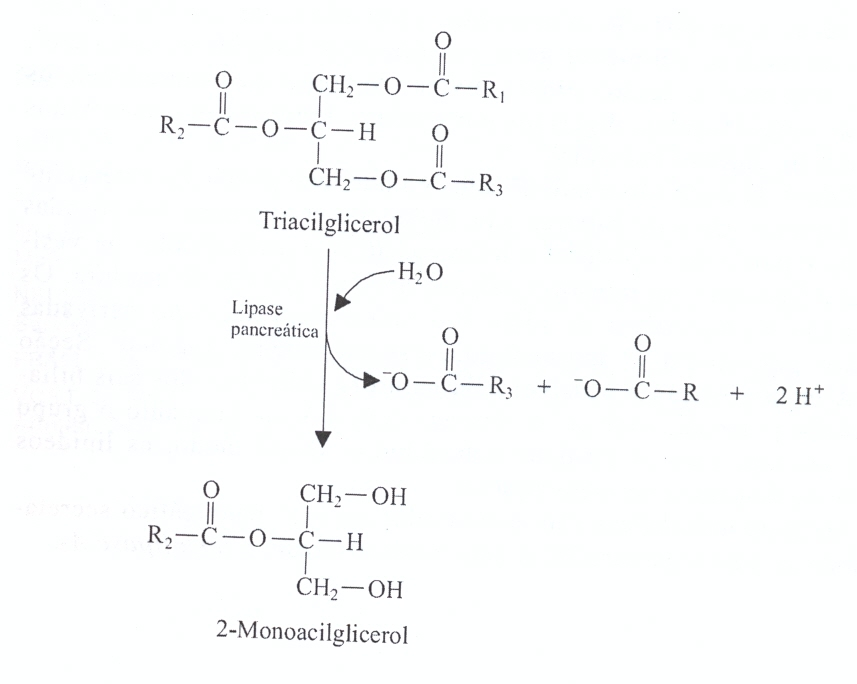

No duodeno, a primeira parte do intestino delgado, sob a ação da bile que é constituída por sais biliares, produzida no fígado e transportada pelo canal colédoco até o duodeno, os lipídios da dieta são emulsionados, formando partículas de 500-1000 micra de diâmetro, contendo principalmente TG. Estas partículas ativam as lipases pancreáticas, enzimas responsáveis pela digestão de lipídios. As enzimas encontram-se no suco pancreático, atuando apenas em pH alcalino (8 a 8,5) que é garantido pelo bicarbonato de sódio (NaHCO3) que também se encontra no suco pancreático. As lipases quebram os lipídios em ácidos graxos livres e monoglicerídeos, catalisando a hidrólise dos triglicerídeos com a formação de monoglicéridos e dois ácidos graxos. Os ácidos graxos são os principais mecanismos de produção de energia. 
No interior do enterócito jejunal, os ácidos graxos livres e os monoglicerídicos são ofertados ao REL, sendo novamente convertidos em TG. O colesterol é convertido em ésteres de colesterol.
Os TG + fosfolípides + colesterol e seus esteres + ácido graxos livres + vitaminas lipossolúveis reagem no REL com proteínas, formando partículas estáveis denominadas quilomícrons. A partir do próprio REL, forma-se um vacúolo que engloba os quilomícrons. Estes vacúolo então se abrem para o espaço extracelular e os seus conteúdos são captados pela linfa, penetrando pelo ductos lactíferos e vasos linfáticos, chegando ao ducto torácico e despejando-os na corrente circulatória venosa (os quilomícrons não entram no sangue portal porque são demasiadamente grandes para penetrar nos capilares intestinais).
Uma vez na circulação, os quilomícrons passam através dos sinusóides hepáticos, que possuem descontínua, caem no espaço de Disse e são ofertados à vilosidades dos hepatócitos.
Dos quilomícrons, o hepatócito remove os triglicérides, hidrolisando-os em ácidos graxos livres e glicerol (alguns autores acreditam que a hidrólise ocorre pela ação de lipases lipoprotéicas existentes nas células endoteliais dos capilares). Os ácidos graxos livres são usados para o metabolismo energético ou são esterificados no RER, onde são conjugados com proteínas receptoras de lípides ou apoproteínas, formando lipoproteínas que são exportadas pelo hepatócito e utilizadas por outros órgão. Na formação das lipoproteínas estáveis para exportação, são fundamentais os fosfolípides sintetizados no hepatócito pela esterificação de grupos hidroxila do glicerol para ácido fosfórico e ácidos graxos; eles dão estabilidade à molécula lipoprotéica, além de serem importantes na formação das membranas celulares. Os TG no RER podem ainda servir como fonte energética, ao serem convertidos em colesterol e esteres que, incorporando fosfolípides, são oxidados em corpos cetônicos.
Os quilomícrons são também ofertados aos adipócitos depois de serem convertidos em ácidos graxos livres e glicerol pela ação de lipases lipoprotéicas existentes nas células endoteliais dos capilares, abundantes no tecido adiposo. O glicerol é ofertado ao fígado onde é reutilizado.